# También es rock
También es Rock é um álbum do cantor mexicano Luis Miguel, lançado em 1986. O álbum consiste em regravações de músicas de Elvis Presley.

## Faixas
| N.º            | Título                                                                             | Duração |  |
| 1.             | "Medley: Negro es Negro/Rey Criollo/Muévanse Todos/El Rock de la Cárcel"           | 4:18    |  |
| 2.             | "Medley: Nena No Me Importa/Trátame Bien/Ahora o Nunca"                            | 3:28    |  |
| 3.             | "Medley: Aviéntense Todos/Pólvora/Popolitos/Presumida"                             | 4:22    |  |
| 4.             | "Medley: Perro Callajero/No Seas Cruel/Osito Teddy/Estrémece"                      | 3:25    |  |
| 5.             | "Medley: Chica Alborotada/Confidente de Secundaria/Buen Rock esta Noche"           | 3:02    |  |
| 6.             | "Medley: Susy Q/Memphis/Música de Rock and Roll"                                   | 2:50    |  |
| 7.             | "Medley: Al Compás del Reloj/La Marcha de los Santos/Nos Vemos Cocodrillo/Lucille" | 4:09    |  |
| Duração total: | Duração total:                                                                     | 25:40   |  |